# San Pablo, Comonfort
San Pablo är en ort i Mexiko.   Den ligger i kommunen Comonfort och delstaten Guanajuato, i den centrala delen av landet, 230 km nordväst om huvudstaden Mexico City. San Pablo ligger 1 827 meter över havet och antalet invånare är 764.
Terrängen runt San Pablo är kuperad norrut, men söderut är den platt. Runt San Pablo är det ganska tätbefolkat, med 134 invånare per kvadratkilometer. Närmaste större samhälle är San Miguel de Allende, 16,0 km norr om San Pablo. I omgivningarna runt San Pablo växer huvudsakligen savannskog.